# La Cuchilla, Huetamo
La Cuchilla är en ort i Mexiko.   Den ligger i kommunen Huetamo och delstaten Michoacán de Ocampo, i den södra delen av landet, 210 km sydväst om huvudstaden Mexico City. La Cuchilla ligger 226 meter över havet och antalet invånare är 136.
Terrängen runt La Cuchilla är kuperad åt sydväst, men åt nordost är den platt. Runt La Cuchilla är det ganska glesbefolkat, med 30 invånare per kvadratkilometer. Närmaste större samhälle är Huetamo de Núñez, 17,7 km norr om La Cuchilla. I omgivningarna runt La Cuchilla växer huvudsakligen savannskog.